# Cifra de las rosas y siete cantares
Cifra de las rosas y siete cantares (1957) fue el primer libro de poemas del escritor boliviano Oscar Cerruto (1912-1981). Es un libro estéticamente elaborado. A pesar de que no aborda directamente los temas más importantes de sus últimas obras, ya muestra su dominio del lenguaje. Estos poemas todavía resuenan al estilo de América Latina, modernismo en los ritmos y las imágenes. Aunque el modernismo había sido un movimiento de principios del siglo XX, en Bolivia el estilo siguió siendo cultivado hasta mediados del siglo por poetas famosos como Franz Tamayo. Oscar Cerruto no siguió el modernismo en la misma medida que Tamayo y otros poetas, pero Cifra de las rosas y siete cantares está marcado por algunas de las características de la poesía modernista, como el énfasis en la sonoridad del lenguaje.

Mi patria tiene montañas,no mar./ Olas de trigo y trigales, no mar./ Espuma azul los pinares,
no mar./ Cielos de esmalte fundido, no mar./ Y el coro ronco del viento sin mar.